# رضى فاليبيوف
رضى خليل أوغلو فاليبيوف (بالأذرية: Rza Vəlibəyov) (1903-1974، يريفان) - رئيس تحرير صحيفة "أرمينيا السوفيتية".

## سيرته ذاتية
ولد رضى خليل أوغلو فاليبيوف عام 1903 في قرية أكيراك بمنطقة أبارازان بأذربيجان الغربية.
درس في جامعة القوقاز الشيوعية بين 1924- 1928.
عمل رضى فاليبيوف سكرتيرًا للجنة الحزب في منطقة باساركشر، ثم لفترة وجيزة كمحرر لجريدة "جزيل شفق".
في 1947-1949، عمل كمحرر لصحيفة "أرمينيا السوفيتية"، ثم واصل عمله في منصب النائب الأول لوزير التربية والتعليم في جمهورية أرمينيا الاشتراكية السوفيتية في 1949-1962.
كان رضى فاليبيوف نائبا لمجلس السوفيت الأعلى لاتحاد الجمهوريات الاشتراكية السوفيتية والأرمن الاشتراكية السوفيتية.
رضى فاليبيوف هو الأذربيجاني الوحيد الذي دفن في زقاق الشرف (بانثيون) في يريفان.